# センチメンタルなリズム
『センチメンタルなリズム』は、植田真梨恵の1枚目のフルアルバム（通算では4枚目）。規格品番はTCR-066。

## 内容
- 植田真梨恵初のフルアルバム。植田は本作のアルバムについて「くるくる回る日常の中で、日々感じていることや、そのときなぜかたどり着いた場所、そういう生きている間の感情の色々が、通り過ぎて回っている」とコメントしている[1][2]。また、17歳から現在までの間に制作した楽曲を収録したという[3]。
- 「ミルキー」は、BS11「女傑の導き」エンディングテーマ。
- 「センチメンタリズム」は、テレビ金沢「花のテレ金ちゃん」金曜日エンディングテーマ。
- 「ミルキー」と「センチメンタリズム」はPVが制作され、Youtubeで公開されている。

## 収録曲
| 全作詞・作曲: 植田真梨恵。 |                          |            |            |                            |      |
| #                          | タイトル                 | 作詞       | 作曲・編曲 | 編曲                       | 時間 |
| 1.                         | 「センチメンタリズム」   | 植田真梨恵 | 植田真梨恵 | 岡崎健                     | 4:07 |
| 2.                         | 「壊して」               | 植田真梨恵 | 植田真梨恵 | 岡崎健                     | 3:55 |
| 3.                         | 「メリーゴーランド」     | 植田真梨恵 | 植田真梨恵 | 大楠雄蔵                   | 4:18 |
| 4.                         | 「シンクロ」             | 植田真梨恵 | 植田真梨恵 | 徳永暁人（doa）            | 3:56 |
| 5.                         | 「飛び込め」             | 植田真梨恵 | 植田真梨恵 | 岡崎健                     | 5:02 |
| 6.                         | 「G」                    | 植田真梨恵 | 植田真梨恵 | 工藤健太                   | 3:32 |
| 7.                         | 「愛おしい今日」         | 植田真梨恵 | 植田真梨恵 | 大楠雄蔵                   | 5:05 |
| 8.                         | 「ミルキー」             | 植田真梨恵 | 植田真梨恵 | 岡崎健                     | 4:15 |
| 9.                         | 「旋回呪文」             | 植田真梨恵 | 植田真梨恵 | 古井弘人(from GARNET CROW) | 4:35 |
| 10.                        | 「まわる日々」           | 植田真梨恵 | 植田真梨恵 | Bonn (from BLOWTOP)        | 3:37 |
| 11.                        | 「優しい悪魔」           | 植田真梨恵 | 植田真梨恵 | 岡崎健                     | 4:45 |
| 12.                        | 「よるのさんぽ」         | 植田真梨恵 | 植田真梨恵 | 植田真梨恵・西村広文       | 3:52 |
| 13.                        | 「変革の気、蜂蜜の夕陽」 | 植田真梨恵 | 植田真梨恵 | neutrinos                  | 4:13 |

### タイアップ
- テレビ金沢「花のテレ金ちゃん」2012年4月エンディングテーマ（M-01）

## レコーディング参加
1. センチメンタリズム
  - 岡崎健：ギター
  - 雲丹亀卓人：ベース
  - 上田淳介：ドラム
  - 愼英順：キーボード
2. 壊して
  - 岡崎健：ギター
  - 雲丹亀卓人：ベース
  - 上田淳介：ドラム
  - 愼英順：キーボード
3. メリーゴーランド
  - 野口亮：ギター
  - 雲丹亀卓人：ベース
  - 車谷啓介：ドラム
  - 大楠雄蔵：キーボード、プログラミング
4. シンクロ
  - 徳永暁人（doa）：ベース、プログラミング
5. 飛び込め
  - 岡崎健：ギター
  - 雲丹亀卓人：ベース
  - 上田淳介：ドラム
6. G
  - 工藤健太：ギター
7. 愛おしい今日
  - 野口亮：ギター
  - 車谷啓介：ドラム
  - 大楠雄蔵：キーボード、プログラミング
8. ミルキー
  - 岡崎健：ギター
  - 雲丹亀卓人：ベース
  - 鶴屋裕一：ドラム
  - 岡本仁志（GARNET CROW）：コーラス
9. 旋回呪文
  - 岡崎健：ギター
  - 古井弘人（GARNET CROW）：シンセサイザー
10. まわる日々
  - Bonn（BLOW TOP）：ギター
  - 雲丹亀卓人：ベース
  - 上田淳介：ドラム
11. 優しい悪魔
  - 雲丹亀卓人：ベース
  - 鶴屋裕一：ドラム
  - 愼英順：ピアノ
12. よるのさんぽ
  - 西村広文 (from アカシアオルケスタ)：ピアノ
  - 植田真梨恵：アコースティック・ギター
13. 変革の気、蜂蜜の夕陽
  - 岡本仁志（GARNET CROW）：ギター
  - 雲丹亀卓人：ベース
  - 車谷啓介：ドラム